# Samuel Barletti
Samuel Barletti (Brasile, 1963) è un ventriloquo italiano, vincitore della quinta edizione di Italia's Got Talent.

## Biografia
Presidente dell'Associazione Ventriloqui Italiani, Samuel Barletti nasce in Brasile nel 1963 da padre toscano e madre brasiliana. Ha due figli avuti dalla prima moglie, mentre attualmente è sposato con Letizia, con la quale vive a Misano Adriatico. Ha iniziato la sua attività quasi per caso: da bambino si accorse di poter fischiare anche tenendo la bocca chiusa. I personaggi che anima sono creati personalmente da lui in base ai temi di attualità.
Nel 1973 il Club Magico Italiano di Bologna gli ha riconosciuto il titolo di ventriloquo più giovane del mondo. Nel corso della sua carriera ha svolto molte tournée all'estero (tra cui in Sudafrica, Grecia, Cuba, Tunisia, Egitto, Cecoslovacchia, Spagna, Portogallo, Montecarlo e Stati Uniti) e ha partecipato in vari spettacoli televisivi in Italia facendosi notare per la sua tecnica particolare.
La sua attività televisiva ha inizio nel 1979 quando, scoperto da Corrado, diviene ospite a Domenica in attirando alcuni anni dopo anche la curiosità di Maurizio Costanzo il quale nel 1984, lo chiama come ospite fisso a Buona Domenica, dove rimane fino al 1985. Dal 1987 ha partecipato a numerosi show televisivi, tra cui Ghibli, condotto da Maria Giovanna Elmi. Nel 1988 è stato chiamato come ospite fisso nella trasmissione Via Teulada 66 condotta da Loretta Goggi e nel quiz Domani sposi condotto da Giancarlo Magalli.
Nel 1989 è stato ospite, condotto da Lorella Cuccarini e Marco Columbro, dello speciale di Canale 5 Una sera c'incontrammo ed ha inoltre partecipato in coppia con Giorgio Faletti, al tour Giro Agosto, presentato da Pippo Baudo. Nel 1990 ha partecipato come ospite fisso allo show in prima serata di Rai Uno, Stasera mi butto, condotto da Pippo Franco. Nel 1991 è presente nello speciale di Rete 4 Buon Natale condotto da Giorgio Mastrota. Dal 2000 al 2001 ha partecipato a numerose trasmissioni tv, tra cui Solletico, Sette per uno con Gigi Sabani, W l'allegria, Holiday on ice, Unomattina e Maurizio Costanzo Show.
Dopo 12 anni di lontananza, è tornato in tv nel 2013 partecipando alla quinta edizione del talent show di Canale 5 Italia's Got Talent condotto da Belén Rodríguez e Simone Annicchiarico: il 9 novembre vince il programma con il 37% delle preferenze del televoto, aggiudicandosi così il premio in palio di 100.000 euro. La sua partecipazione al programma ha suscitato critiche poiché sarebbe stato avvantaggiato dalle sue precedenti esperienze televisive, dal fatto di essere l'unico concorrente in gara della propria categoria e dalla lunghezza della sua esibizione, maggiore rispetto alle altre..

## Tecnica
La sua tecnica può essere considerata una tecnica particolare in quanto riesce ad emettere suoni senza muovere le labbra.

## Personaggi
Tra i suoi personaggi ricordiamo il coniglio grigio Luigi, la cornacchia azzurra Loris e il pinguino Armaduk tra i più storici (primi anni 90), il ranocchio Cirillo e il gallo cedrone Gedeone a metà anni novanta, mentre tra i più recenti vanno menzionati il tigrotto Tyson, il leone King e il pappagallo Mario.